# Präsidentschaftswahl in Rumänien 2024
Der später annullierte erste Wahlgang der Präsidentschaftswahl in Rumänien 2024 fand am 24. November 2024 statt. Dabei erreichte der parteilose Kandidat Călin Georgescu die relative Mehrheit vor der liberalen Kandidatin Elena Lasconi (USR). Aufgrund von Unregelmäßigkeiten annullierte der Verfassungsgerichtshof Rumäniens am 6. Dezember 2024 die Wahl und ordnete deren Wiederholung an. Zur Wiederholungswahl 2025 wurde Georgescu nicht zugelassen.

## Ausgangslage
Rumänien ist eine repräsentative Demokratie mit einem semipräsidentiellen Regierungssystem. Staatsoberhaupt ist der Präsident (Președinte), Regierungschef ist der Premierminister (Prim-ministru). Die gesetzgebende Gewalt liegt bei einem Zweikammerparlament.
Der seit 2014 amtierende Präsident Klaus Johannis (PNL) konnte gemäß Verfassung nach seiner zweiten Amtszeit nicht mehr antreten.
Aus der letzten Parlamentswahl in Rumänien 2020, bei der die Mitglieder der Abgeordnetenkammer und des Senats neu gewählt worden waren, ging die sozialdemokratische PSD mit je rund 29 Prozent in beiden Kammern als stärkste Partei hervor und bildete zusammen mit der liberalen PNL und der Partei der ungarischen Minderheit UDMR das Kabinett Ciucă. Auf diese Koalition stützte sich auch das seit 2023 amtierende Kabinett Ciolacu I.
Laut einer vom 9. bis 12. November bei 3035 Wahlberechtigten durchgeführten Umfrage des Meinungsforschungsinstituts AtlasIntel führte der Präsidentschaftsbewerber der PSD, Regierungs- und Parteichef Marcel Ciolacu, mit 25,4 Prozent, danach folgten AUR-Kandidat George Simion und USR-Präsidentschaftsbewerberin Elena Lasconi mit jeweils 14,2 Prozent. Auf Platz 4 mit 10,2 Prozent lag der liberale Nicolae Ciucă. Der parteilose Präsidentschaftsbewerber Mircea Geoană kam auf 9,1 Prozent. Der gleichfalls parteilose, aber kaum bekannte rechtsgerichtete Kandidat Călin Georgescu brachte es auf 7,4 Prozent.

## Erster Wahlgang
Nach dem vorläufigen Ergebnis konnte im ersten Wahlgang kein Kandidat eine absolute Mehrheit erreichen.
| Kandidaten                                                                     | Kandidaten                  | Parteien                                   | Stimmen    | %    |
| ------------------------------------------------------------------------------ | --------------------------- | ------------------------------------------ | ---------- | ---- |
|                                                                                | Călin Georgescu             | parteilos                                  | 2.120.401  | 22,9 |
|                                                                                | Elena Lasconi               | Uniunea Salvați România                    | 1.772.500  | 19,2 |
|                                                                                | Marcel Ciolacu              | Partidul Social Democrat                   | 1.769.760  | 19,1 |
|                                                                                | George Simion               | Alianța pentru Unirea Românilor            | 1.281.325  | 13,9 |
|                                                                                | Nicolae Ciucă               | Partidul Național Liberal                  | 811.952    | 8,8  |
|                                                                                | Mircea Geoană               | parteilos                                  | 583.898    | 6,3  |
|                                                                                | Hunor Kelemen               | Demokratische Union der Ungarn in Rumänien | 416.353    | 4,5  |
|                                                                                | Cristian Diaconescu         | parteilos                                  | 286.842    | 3,1  |
|                                                                                | Cristian Terheș             | Partidul Național Conservator Român        | 95.782     | 1,0  |
|                                                                                | Ana Birchall                | parteilos                                  | 42.853     | 0,5  |
|                                                                                | Ludovic Orban               | Forța Dreptei                              | 20.089     | 0,2  |
|                                                                                | Sebastian Popescu           | Partidul Noua Românie                      | 14.683     | 0,2  |
|                                                                                | Alexandra Bertalan-Păcuraru | Alternativa pentru Demnitate Națională     | 14.502     | 0,2  |
|                                                                                | Silviu Predoiu              | Partidul Liga Acțiunii Naționale           | 11.246     | 0,1  |
| Gesamt                                                                         | Gesamt                      | Gesamt                                     | 9.242.186  | 100  |
|                                                                                |                             |                                            |            |      |
| Ungültige Stimmen                                                              | Ungültige Stimmen           | Ungültige Stimmen                          | 223.071    | 2,4  |
| Wähler                                                                         | Wähler                      | Wähler                                     | 9.465.257  | 52,6 |
| Wahlberechtigte                                                                | Wahlberechtigte             | Wahlberechtigte                            | 18.008.480 |      |
|                                                                                |                             |                                            |            |      |
| Quellen: Autoritatea Electorală Permanentă, 1. Wahlgang (vorläufiges Ergebnis) |                             |                                            |            |      |

## Neuauszählung der Stimmen
Am 28. November 2024 ordnete der Verfassungsgerichtshof Rumäniens auf Antrag des Kandidaten Cristian Terheș (PNCR) eine Neuauszählung der Stimmen an. Die Wahlbehörde habe dem Gericht das Ergebnis bis 29. November, 14 Uhr, vorzulegen.
Die Partei USR der Kandidatin Elena Lasconi, die hinter Georgescu in die Stichwahl gekommen war, focht die Neuauszählungs-Anordnung an. Dem Verfassungsgericht wurde dabei Parteinahme zum Vorteil des Kandidaten der PSD vorgeworfen.
Nachdem die inländischen Stimmen neu ausgezählt worden waren, erklärte der Verfassungsgerichtshof Rumäniens am 2. Dezember 2024 den ersten Wahlgang für rechtmäßig. Die im Ausland abgegebenen Stimmen waren noch nicht neu ausgezählt worden, allerdings stellte das Gericht fest, dass diese nicht angefochten worden waren.

## Vorwürfe einer Einflussnahme
Der Oberste Rat für Landesverteidigung erläuterte am 28. November 2024, dass der parteilose Kandidat Călin Georgescu einer Analyse nach unter Verletzung der Wahlgesetze von einer massiven Vorzugsbehandlung der Plattform TikTok profitiert habe, was sich auf das Endergebnis der Wahlen ausgewirkt habe. Der Rat warf der Plattform außerdem vor, es unterlassen zu haben, Georgescu als Politiker zu markieren. Die Wahlbehörde hatte TikTok angewiesen, dafür einen Identifizierungscode zu nutzen, aus dem auch die Finanzierungsquellen der Kandidaten hervorgehen.
Die von zwei unterlegenen Kandidaten mit der Begründung, Georgescu habe die Finanzquellen für seinen Wahlkampf nicht offengelegt und Geld aus dem Ausland erhalten, beantragte Annullierung der Wahl lehnte das Oberste Gericht ab.
Experten und einer ersten Analyse mit der Spezialsoftware Osavul zufolge wurde die Kampagne auf Social Media aus unklaren externen Finanzquellen und von prorussischen Netzwerken unterstützt. Georgescu erklärte dagegen, seinen Wahlkampf mit „null“ Finanzmitteln betrieben zu haben.
Überdurchschnittlich viele Stimmen (rund 43 %) erhielt Georgescu im ersten Wahlgang von im Ausland lebenden Rumänen. Rumänien hat in Europa die größte Anzahl an Bürgern, die in anderen EU-Staaten leben. Von den rund 130.000 Rumänen, die in Deutschland wählten, stimmten 58 % für ihn, im Vereinigten Königreich, in Frankreich, Spanien und Italien etwa 40 %, im Inland dagegen prozentual viel weniger als im Gesamtergebnis. Der rumänische EU-Abgeordnete Siegfried Mureșan (PNL/EVP) führt die Diskrepanz im Wahlverhalten darauf zurück, dass sich Auslandsrumänen mangels Alternativen nur über soziale Medien über das Geschehen im Heimatland informieren könnten.
Die rumänische Kommunikationsbehörde Ancom bat die EU-Kommission, TikTok auf mögliche Verstöße gegen das Gesetz über digitale Dienste zu untersuchen. TikTok wies die Vorwürfe über seine angebliche Einflussnahme bei den Wahlen zurück. Die Plattform habe über 66.000 Schein-Konten, sieben Millionen Schein-Likes und zehn Millionen Schein-Follower entfernt und weitere 40 Millionen Schein-Likes verhindert. Zudem sei die Erstellung von mehr als 216.000 Spam-Konten blockiert worden. Die Geheimdienstdokumente veröffentlichte die rumänische Präsidentschaftskanzlei am 4. Dezember 2024.
Am 4. Dezember 2024 drückte das Außenministerium der Vereinigten Staaten seine Besorgnis über eine angebliche russische Wahlbeeinflussung aus und warnte vor Auswirkungen der Wahl auf die sicherheitspolitische und wirtschaftliche Zusammenarbeit der USA mit Rumänien.
Am 5. Dezember 2024 eröffnete die Generalstaatsanwaltschaft Ermittlungen für zwei Strafverfahren, eines wegen der Finanzierung der TikTok-Kampagne. Die Europäische Kommission gab bekannt, an TikTok eine Aufbewahrungsanordnung entsprechend dem Digital Services Act gegeben zu haben, um Beweismittel zu sichern.

## Annullierung des ersten Wahlgangs
Am 6. Dezember 2024 ordnete der Verfassungsgerichtshof Rumäniens eine Annullierung des ersten Wahlgangs an, als der zweite Wahlgang im Ausland bereits angelaufen war und 33.000 Rumänen ihre Stimme abgegeben hatten. Der Wiederholungstermin der Wahl wurde auf den 4. Mai 2025 festgelegt. Eine mögliche Stichwahl wurde für den 18. Mai 2025 angesetzt. Alle Kandidaten müssen hierzu durch das Verfassungsgericht neu überprüft und zugelassen werden.
Călin Georgescu bezeichnete die Annullierung des Wahlgangs als „Staatsstreich“. Elena Lasconi sprach von einer „illegalen und unmoralischen Entscheidung“ und dass der rumänische Staat die Demokratie mit Füßen trete. Der amtierende Premier und Chef der Sozialdemokraten (PSD), Marcel Ciolacu, der lange Zeit als Favorit in der ersten Wahlrunde gegolten hatte, nannte die Entscheidung hingegen „die einzige korrekte Lösung nach der Freigabe der Geheimdienstdokumente“.
Georgescu reichte wegen der Wahl-Annullierung einen Antrag auf vorläufigen Rechtsschutz sowie Klage beim Europäischen Gerichtshof für Menschenrechte ein. Der Eilantrag wurde vom Gericht wegen fehlender Eilbedürftigkeit zurückgewiesen, über die Klage sollte im Hauptverfahren zu einem späteren Zeitpunkt entschieden werden.

## Rücktritt des bisherigen Präsidenten und Ernennung eines Interimspräsidenten
Nach dem Rücktritt des bisherigen Präsidenten Rumäniens Klaus Johannis (PNL) am 12. Februar 2025 wurde der bisherige Präsident des Senats Ilie Bolojan Interimspräsident bis zur Wahlwiederholung.

## Verhaftung Georgescus und Ausschluss von der Wahlwiederholung
Am 26. Februar 2025 wurde Georgescu von der rumänischen Polizei wegen des Verdachts der Anstiftung zu Handlungen gegen die verfassungsmäßige Ordnung, falscher Angaben zu den Finanzierungsquellen seines Wahlkampfs und Förderung faschistischen Gedankenguts vorübergehend festgenommen. Nach einem mehrstündigen Verhör wurde er unter Auflagen wieder freigelassen.
Am 9. März 2025 erklärte die rumänische Wahlrechtskommission Georgescus Kandidatur zur Wiederholungswahl für ungültig, wogegen dieser Beschwerde einlegte. Der Verfassungsgerichtshof von Rumänien wies am 11. März 2025 die Beschwerde von Georgescu gegen seinen Ausschluss von der Präsidentschaftswahl einstimmig ab. Georgescus Kandidatur erfülle die Bedingungen der Rechtmäßigkeit nicht. Georgescu hatte keine weiteren Berufungsmöglichkeiten.

## Aufklärung des Wahlmanipulationsversuchs der Partidul Național Liberal (PNL)
Aufgrund von Informationen der nationalen Steuerbehörde Rumäniens (ANAF) deckte das unabhängige rumänische Journalistenmagazin Snoop am 20. Dezember 2024 auf, dass die regierende Partidul Național Liberal (PNL) eine Influencer-Kampagne in Auftrag gegeben hat, von der letztendlich Georgescu maßgeblich profitiert hatte. Für die ursprüngliche Kampagne wurde der Bukarester Kommunikationsdienstleister Kensington Communication beauftragt, die Kampagne sei jedoch mutmaßlich von unbekannten Tätern manipuliert worden. Flankiert wurde die Kampagne von einem Netzwerk aus über 20.000 gefälschten TikTok-Accounts, die zahllose Kommentare in Unterstützung für Georgescu unter TikTok-Videos der Influencer-Kampagne geposted haben sollen. Bislang konnte weder der Urheber der Manipulation der ursprünglichen Influencer-Kampagne, noch der Urheber des Netzwerks gefälschter TikTok-Accounts ermittelt werden.

### Details zu der Influencer-Kampagne und dem TikTok-Netzwerk
Nach Erscheinen des Berichts von Snoop räumte Kensington Communication am 20. Dezember 2024 ein, eine Kampagne im Auftrag der PNL durchgeführt zu haben, bei der die im Influencer-Marketing aktive rumänischen Agentur Fameup SC als Subunternehmer mit der Ausführung beauftragt wurde. Dabei wurden insgesamt 130 Influencer angeworben und über die Plattform FameUp koordiniert. Allerdings veröffentlichte die Firma Kensington Communication noch am selben Tag als Antwort auf den Bericht von Snoop ein Pressestatement, in dem sie dementierte, je für Georgescu geworben zu haben. Weiterhin sei ihre Kampagne mutmaßlich von bislang Unbekannten missbraucht worden, woraufhin Kensington Communication am 21. Dezember 2024 ankündigte, dagegen Strafanzeige zu erstatten. Etwa sei der ursprünglich in Auftrag gegebene Hashtag „#equilibrisuseriostizia“ ohne Zutun von Kensington auf der Plattform FameUp zu „#equilibrisuseverticalitate“ verändert worden sein. Außerdem wurden unter den Videos der bezahlten Influencer kurz nach Veröffentlichung zahlreiche Kommentare geposted, die sich allesamt für Georgescu aussprachen. Experten zufolge soll dies eine Taktik gewesen sein, um Georgescu auf TikTok trenden zu lassen und seine Inhalte in die Feeds von noch mehr Usern zu bringen.
Die Kommentare, die unter den Influencer-Videos für Georgescu warben, wurden durch die Firma Social Freak LTD koordiniert. In einem Bericht an die EU-Kommission legte TikTok dar, dass an den falschen Kommentaren unter anderem von der Türkei aus Tausende falsche Konten, Millionen falsche Follower sowie ein bezahlter fake engagement vendor als Drittanbieter beteiligt waren. Von den über 27.000 gefälschten Tiktok-Accounts, die TikTok laut Transparenzbericht gelöscht hat, sollen 20.317 Accounts über einen automatisierten Algorithmus und mit IP-Adressen aus der Türkei generiert worden sein. Dabei wurde festgestellt, dass für die gefälschten TikTok-Accounts E-Mail-Adressen nach dem Muster „ushakov.“ or „aleksandrov.“ über den russischen Mediendienstleister Rambler (Suchmaschine) erstellt worden sind. Bislang konnte nicht ermittelt werden, wer der Urheber dieses Netzwerkes aus TikTok-Accounts ist, die letztendlich den Kandidaten Georgescu bewarben.
Nach Darstellung von Michael Martens von der Frankfurter Allgemeinen Zeitung vom 2. Mai 2025 kann vermutet werden, dass die PNL durch Förderung eines Einzugs des bis dahin weitgehend unbekannten Georgescu in die Stichwahl ihrem eigenen Kandidaten dort bessere Chancen zu verschaffen versucht habe. Viel deute darauf hin, dass die PNL dann nach dem Scheitern Ciucăs im ersten Wahlgang zusammen mit ihrem Regierungskoalitionspartner, der Partidul Social Democrat (PSD), deren Kandidat Nicolae Ciucă im ersten Wahlgang ebenfalls gescheitert war, „ihren Einfluss bei der Mehrheit der Verfassungsrichter“ genutzt habe, um die Wahl annullieren zu lassen und Russland die Schuld zuzuschieben. Für diese Vermutungen liefert Michael Martens jedoch keine Belege. Allerdings äußerte auch Judith Huber ihre Zweifel an der Glaubwürdigkeit der Dementi der PNL.

### Kritik an der Annullierung der Wahl
Am 27. Januar 2025 veröffentlichte die Venedig-Kommission des Europarats einen „dringlichen Bericht über die Aufhebung von Wahlergebnissen durch Verfassungsgerichte“, den der Europaratspräsident Theodoros Rousopoulos am 13. Dezember 2024 in Auftrag gegeben hatte. Darin äußerte die Kommission erhebliche Bedenken hinsichtlich der fehlenden Transparenz und der unzureichenden Begründung der Annullierung. Sie stellte fest, dass eine Annullierung nur in außergewöhnlichen Fällen gerechtfertigt sei und klare Beweise für schwerwiegende Verstöße vorliegen müssten. Andererseits fordere der Verhaltenskodex für Wahlen ein wirksames Beschwerdesystem mit Beschwerdestellen, die als Ultima Ratio auch befugt seien müssten, Wahlen gegebenenfalls für ungültig zu erklären, wenn Unregelmäßigkeiten das Ergebnis beeinflusst haben könnten.
In seiner Rede auf der 61. Münchner Sicherheitskonferenz führte der amerikanische Vizepräsident JD Vance am 14. Februar 2025 die Wahlannullierung vom 24. November 2024 explizit als Beispiel für eine Schwäche der Demokratie in der Europäischen Union an: „Wenn Ihre Demokratie mit ein paar Hunderttausend Dollar für digitale Werbung aus dem Ausland zerstört werden kann, dann war sie von Anfang an nicht sehr stark.“ Die Annullierung sei, so Vance, unter geringen Beweisen und auf Druck der europäischen Nachbarländer geschehen. Ferner erklärte er, die Wahlannullierung sei durch die „rumänische Regierung“ („Romanian government“) erfolgt, und ergänzt, dass bezüglich der Bundestagswahl 2025 „hochrangige EU-Vertreter damit drohen würden, auch andere [Wahlen] zu annullieren“ („senior officials threatening to cancel others“). Die Wahlannullierung vom 24. November 2024 war durch den zu je einem Drittel vom Staatspräsidenten eingesetzten und von der Abgeordnetenkammer und vom Senat Rumäniens gewählten Verfassungsgerichtshof Rumäniens erfolgt. Ein Faktencheck des britischen Guardian ergab zudem, dass der ehemalige EU-Kommissar Thierry Breton gefordert hatte, im Falle einer Manipulation der Bundestagswahl per Social Media den Digital Services Act wie in Rumänien gegen den Betreiber der Social-Media-Plattform anzuwenden. Am 28. April 2025 wurde durch Nachforschungen der rechtskonservativen Denkfabrik MCC Brüssel bekannt, dass die EU zwei Verfahren nach dem Digital Services Act (DSA) gegen Rumänien eingeleitet hatte. Die Herausgabe der entsprechenden Dokumente wurde von der EU-Kommission verweigert, wogegen die Denkfabrik bei der EU-Ombudsstelle Beschwerde einlegte. Diese Aussage deckt sich mit einer Antwort der EU-Kommission auf eine parlamentarische Anfrage.